# Histoire d'un chien
Histoire d’un chien est une nouvelle de Guy de Maupassant, parue en 1881.

## Historique
Histoire d’un chien est publiée une première fois dans la revue Le Gaulois du 2 juin 1881 et ne sera reprise en volume que dans l'édition Schmidt de 1957.
La trame de la nouvelle rappelle Moumou d'Ivan Tourgueniev, publiée en 1854, même amour d'un homme simple pour une bête et même destin funeste.

## Résumé
Le narrateur, profitant du battage créé par la Société protectrice des animaux du premier refuge pour animaux « au lieu du nœud coulant que leur réserve l’administration », conte l’histoire véridique d’un chien.
La scène se situe dans une famille de riches bourgeois, les d'Arlot. C'est un hôtel particulier en banlieue de Paris. François, le cocher, accueille une chienne d'une maigreur épouvantable. Les maîtres lui permettent de garder l'animal dans leur propre demeure, mais les chiens des environs, attirés par la femelle, se reproduisent et la maison grouille de chiots de toutes les espèces connues. François se rend à la rivière pour noyer tous les quatre mois une demi-douzaine de chiots ressemblant à des crapauds, tant l'animal se reproduit.
Toute la maison est bientôt excédée par la chienne en chaleur que l’on a baptisée Cocotte, qui marchait avec peine les pattes écartées, la gueule ouverte, et exténuée aussitôt qu'elle s'était promenée 10 minutes. François tente-t-il de s’en débarrasser à plusieurs reprises.
Quand le maître lui annonce que c’est Cocotte ou lui, il se décide à la noyer elle aussi. Dix fois il essaie, dix fois renonce. Enfin, il la jette dans la Seine où elle disparaît en ne laissant que quelques bulles à la surface.
Deux mois plus tard, se baignant dans la Seine à Rouen, il constate une odeur nauséabonde. Il trouve le cadavre de sa chienne échoué sur la berge. Le courant a fait faire soixante lieues à sa chienne.
De ce jour, il n'a plus jamais voulu revoir les d'Arlot.

## Édition française
- Histoire d’un chien, Maupassant, contes et nouvelles, texte établi et annoté par Louis Forestier, Bibliothèque de la Pléiade, éditions Gallimard, 1974  (ISBN 978 2 07 010805 3).